# 나카지마 게사고
나카지마 게사고(일본어: 中島 今朝吾, 1881년 6월 15일 ~ 1945년 10월 28일)는 일본 제국의 육군군인이다.

## 생애
오이타현 우사군(宇佐郡) 야하타촌(八幡村, 지금의 우사시) 출신으로, 육군유년학교를 거쳐 1903년 일본 육군사관학교를 졸업하였다. 졸업하자마자 발발한 러일전쟁에 참전하였으며, 종전 후 장교의 출세코스인 육군대학을 졸업하였다. 1918년부터 1923년까지 프랑스의 주재무관으로 파견되었고, 1932년 소장으로 진급하여 마이즈루 요새(舞鶴要塞) 사령관이 된다.
1933년부터 1936년까지 육군 나라시노 화학전 학교의 교장을 역임하였고, 1936년 중장으로 승진하여 헌병사령관이 되었다. 헌병사령관 재직 당시, 수상에 취임하려던 대외온건파인 우가키 가즈시게 대장을 협박하여 이를 저지시켰다.
중일 전쟁이 발발하자, 마쓰이 이와네가 총사령관을 맡고 있던 중지나파견군의 휘하 제16사단장에 부임하여 상하이 공략전 및 후베이 성의 전투에서 싸웠다. 난징 공략전에서는 그의 상관이었지만 전선을 떠나있던 마쓰이 이와네와 아사카노미야 야스히코 왕보다는 나카지마가 최전선에서 실질적인 일본군 부대의 지휘를 맡았다.
난징 공략전 이후 우한 공략전에 참가하였고, 1938년에는 만주국에 주둔 중인 제4군의 사령관에 취임하여 중국 전선을 떠났다. 난징 점령 당시 장제스의 재산을 약탈하여 착복한 것이 들통나서 1939년 일본으로 돌아와 예편되었고, 1945년 10월 요독증 및 간경변으로 사망하였다.
한편 그의 상관이었던 마쓰이 이와네와 제6사단장으로서 참전한 다니 히사오는 난징대학살의 잔혹 행위로 인해 전범재판에서 사형을 선고받고 처형되었으나, 책임자 중의 하나인 나카지마는 기소되기 전에 병으로 사망하였다.
1985년 출판된 나카지마의 일기는 중국인 포로를 참수한 일, 그리고 포로들을 한 곳에 몰아서 총살한 것을 기록하고 있어 난징대학살의 중요한 증거가 되고 있다.